# Нутка (язык)
Нутка (Нуу-ча-нульт, Nuučaan̓uł, Nootka, Nutka, T’aat’aaqsapa) — язык индейцев нутка, распространённый на западном побережье острова Ванкувер (провинция Британская Колумбия, Канада). Относится (наряду с языками нитинат и маках) к южной ветви вакашской семьи языков.
В настоящее время язык нутка находится на грани исчезновения из-за быстрой аккультурации. Существование носителей языка, говорящих только на нём, ставится под сомнение. Большинство представителей племени моложе 60 лет не способны ни говорить на языке нутка, ни понимать его, что делает возрождение языка крайне тяжёлой задачей.

## О названии
Сами представители племени, называемого нутка, неодобрительно относятся к этому названию. 
Самоназвания, относящегося ко всей группе, племена нуу-ча-нульт традиционно не имели. Слово нутка впервые было употреблено по отношению к ним Джеймсом Куком, который, вероятно, спутал слово nuutxaa («вращение вокруг») с названием племени. Имя нуу-ча-нульт (придуманное представителями племени) является названием народа и языка с 1978 года.

## Диалекты
В языке нутка выделяют около 13 диалектов:
1. Kyuquot [qaːjʼuːkʼatħ]
2. Ehattisaht [ʔiːħatisʔatħ]
3. Nuchatlaht [nut͡ʃaːɬʔatħ] (†)
4. Mowachaht [muwat͡ʃʼatħ]
5. Hesquiat [ħiʃkʷiːʔatħ]
6. Ahousaht [ʕaːħuːsʔatħ]
7. Tla.o.qui.aht (Clayoquot) [taʔuːkʷiʔatħ]
8. Ohiaht [huːʔiːʔatħ]
9. Sheshaht (Tseshaht) [t͡ʃʼiʃaːʔatħ]
10. Ucluelet [juːɬuʔiɬʔatħ]
11. Toquaht [tʼukʼʷaːʔatħ]
12. Uchucklesaht [ħuːt͡ʃuqtisʔatħ]
13. Opetchesaht

## Письменность
Используется алфавит на латинской основе: a, ʔa, ʕa, aa, ʔaa, ʕaa, e, ʔe, ʕe, ee, ʔee, ʕee, c, c', č, č', h, ḥ, i, ʔi, ʕi, ii, ʔii, ʕii, k, k', kʷ, k'ʷ, ł, ƛ, ƛ', m, m', n, n', p, p', q, qʷ, s, š, t, t', u, ʔu, ʕu, uu, ʔuu, ʕuu, w, w', x, x̣, xʷ, x̣ʷ, y, y', ʕ, ʔ.

## Типологическая характеристика

### Тип (степень свободы) выражения грамматических значений
Нутка, как и другие языки вакашской семьи, является полисинтетическим языком: грамматические значения в нём выражаются посредством аффиксации, и часто значения, выражаемые в других языках посредством отдельных словоформ, выражаются в полисинтетических языках в составе глагола, что дало Францу Боасу основание говорить о «слове-предложении» в северо-американских языках.
Слово в нуу-ча-нульт может иметь очень сложную внутреннюю структуру благодаря большому количеству лексических суффиксов.
| hił                                    | ˈis           | imł           | ˈił         | ˈaƛ | qʷin     |
| быть здесь                             | быть на пляже | быть в группе | быть в доме | TEL | COND.1pl |
| «Мы собирались вместе в доме на пляже» |               |               |             |     |          |

| t̓a:tn̓a                   | naˑk  | ˈaƛ | ˈat   | qu:    |
| дети                     | иметь | TEL | SHIFT | COND.3 |
| «когда у тебя есть дети» |       |     |       |        |

### Характер границы между морфемами
Нутка — язык агглютинативного строя: словоизменение происходит путём присоединения различных аффиксов (в этом случае — преимущественно суффиксов), каждый из которых несёт только одно значение. Однако некоторые суффиксы могут значительно видоизменять основу, что даёт возможность предположить наличие в этом языке некоторых элементов фузии.
Примеры таких видоизменений (изначальный корень — bekʷ- «человеческий»):
- bekʷelu’semi «характер, манера поведения»;
- begʷa’nem «человек, личность» — озвончение последнего согласного основы;
- bekʷ’e’s «дикарь, обезьяна» — глоттализация последнего согласного основы;
- bi’begʷanem «люди» — редупликация;
- baa’kʷuala «разговаривать друг с другом» — внутренние изменения корня.

Кроме того, в языке имеются случаи кумуляции (или семантической фузии: выражения нескольких грамматических значений при помощи одного аффикса), что нехарактерно для агглютинативных языков. В нуу-ча-нульт аффиксы, выражающие наклонение, одновременно выражают лицо и число.
Например, вопросительные показатели:
|   | Ед. ч. | Мн. ч. |
| - | ------ | ------ |
| 1 | ḥs     | ḥin    |
| 2 | ḥaˑk   | ḥsu:   |
| 3 | ḥ      | ḥ      |

| ʔaqisḥitḥsuu šiiƛuk |      |           |  |            |
| \| ʔaqisḥ \| it \| ḥsu: \| \| ši:ƛuk \| \| почему \| PAST \| INTER.2pl \| \| переезжать \| \| «Почему ты переехал?» \| \| \| \| \| |      |           |  |            |
| ʔaqisḥ | it   | ḥsu:      |  | ši:ƛuk     |
| почему | PAST | INTER.2pl |  | переезжать |
| «Почему ты переехал?» |      |           |  |            |

### Тип маркирования

#### В именной группе
Маркирование в именной группе вершинное: в посессивных конструкциях маркируется обладаемое, а не обладатель. При этом посессив может указывать не только на законно или общественно признаваемую собственность, но и на общественные отношения, физическую смежность или взаимодействие объектов друг с другом.
| ʕiniˑƛ       | uk         | q   | s |
| собака       | POSSESSIVE | SUB | я |
| «моя собака» |            |     |   |

| ʔa:p              | ḥi  | ʔiˑš  |  | łu:cma | ʔaˑk | qs      |
| добрый            | DUR | IND.3 |  | жена   | POSS | SUB.1sg |
| «Моя жена добрая» |     |       |  |        |      |         |

| qu.ʔas t̓ay̓askʷ |  |       |         |            |
| \| qu.ʔas \| \| t̓aš \| ’as \| uk \| \| взрослый человек \| \| тропа \| снаружи \| POSSESSIVE \| \| «тропа для людей» \| \| \| \| \| |  |       |         |            |
| qu.ʔas |  | t̓aš   | ’as     | uk         |
| взрослый человек |  | тропа | снаружи | POSSESSIVE |
| «тропа для людей» |  |       |         |            |

Однако некоторые лингвисты отмечают, что наличие посессивного суффикса не обязательно. Тогда два имени, одно из которых действует как модификатор, совмещаются для выражения единого понятия. Такие конструкции могут рассматриваться как случаи нулевого маркирования в именной группе.
| tiičma muwač                                                         |        |
| \| ti:čma \| muwač \| \| олень \| сердце \| \| «оленье сердце» \| \| |        |
| ti:čma                                                               | muwač  |
| олень                                                                | сердце |
| «оленье сердце»                                                      |        |

#### В предикации
В нуу-ча-нульт очень мало грамматических показателей и формальных указателей на синтаксические отношения.
В составе глагола выражается лицо агенса через посредство местоименных показателей (при этом показатель 3-го лица нулевой), в связи с чем можно говорить о вершинном маркировании в предикации в языке нутка, то есть о выражении информации об отношениях между предикатом и его актантами в составе предиката (вершины).
| nas                               | ˈaƛ | naˑ |  | ḥačxʷinƛ           | ʔaˑqƛ |
| безуспешно пытаться               | TEL | 1pl |  | погружаться глубже | FUT   |
| «Мы не могли погрузиться глубоко» |     |     |  |                    |       |

| hin                      | iˑʔas        | maḥsa  | ˈap  | s   |
| приходить туда           | быть снаружи | хотеть | CAUS | 1sg |
| «Я хочу, чтобы он вышел» |              |        |      |     |

Однако никакая информация о других актантах в составе глагола не выражается, в результате чего предложения с агенсом в 3-м лице могут считаться случаями нулевого маркирования:
| ʔucḥinƛ ƛułaqakʔi ḥaakʷaaƛ |                 |     |  |         |       |     |     |  |          |
| \| ʔu \| cḥi \| inƛ \| \| ƛuł \| aq \| ak \| ʔiˑ \| \| ḥa:kʷa:ƛ \| \| это \| быть женатым на \| MOM \| \| славный \| очень \| DUR \| DEF \| \| девушка \| \| «Он женился на очень красивой девушке» \| \| \| \| \| \| \| \| \| \| |                 |     |  |         |       |     |     |  |          |
| ʔu | cḥi             | inƛ |  | ƛuł     | aq    | ak  | ʔiˑ |  | ḥa:kʷa:ƛ |
| это | быть женатым на | MOM |  | славный | очень | DUR | DEF |  | девушка  |
| «Он женился на очень красивой девушке» |                 |     |  |         |       |     |     |  |          |

### Тип ролевой кодировки
Нутка может считаться языком с аккузативным типом ролевой кодировки: в нём единственный аргумент непереходного глагола грамматически рассматривается так же, как и агентоподобный аргумент переходного глагола (их лицо выажается в составе предиката), и вместе они противопоставляются пациенсоподобному аргументу переходного глагола.
Непереходный глагол:
| hiʔiisitwaʔiš ʔišc̓iipm̓it nism̓aʔi hił ƛawaa quḥaa |      |         |  |         |      |  |       |     |  |            |  |       |  |       |
| \| hiʔi:s \| it \| waˑʔiˑš \| \| ʔišc̓i:p \| m̓iˑt \| \| nism̓a \| ʔi \| \| hił \| \| ƛawa: \| \| quḥa: \| \| быть здесь на земле \| PAST \| QUOT.3 \| \| смола \| сын \| \| земля \| DEF \| \| быть здесь \| \| около \| \| NAME \| \| «Сын Смолы живёт около Quḥaa» \| \| \| \| \| \| \| \| \| \| \| \| \| \| \| |      |         |  |         |      |  |       |     |  |            |  |       |  |       |
| hiʔi:s | it   | waˑʔiˑš |  | ʔišc̓i:p | m̓iˑt |  | nism̓a | ʔi  |  | hił        |  | ƛawa: |  | quḥa: |
| быть здесь на земле | PAST | QUOT.3  |  | смола   | сын  |  | земля | DEF |  | быть здесь |  | около |  | NAME  |
| «Сын Смолы живёт около Quḥaa» |      |         |  |         |      |  |       |     |  |            |  |       |  |       |

| ƛ̓ičiʔaƛaḥ qʷayac̓ikʔi |      |      |       |     |  |          |     |
| \| ƛ̓i \| čiƛ \| ˈaƛ \| (m)aˈ \| aḥ \| \| qʷayac̓ik \| ʔi \| \| стрелять \| PERF \| TEMP \| INDIC \| 1sg \| \| волк \| ART \| \| «Я выстрелил в волка» \| \| \| \| \| \| \| \| |      |      |       |     |  |          |     |
| ƛ̓i | čiƛ  | ˈaƛ  | (m)aˈ | aḥ  |  | qʷayac̓ik | ʔi  |
| стрелять | PERF | TEMP | INDIC | 1sg |  | волк     | ART |
| «Я выстрелил в волка» |      |      |       |     |  |          |     |

Переходный глагол:
| n̓acsaƛaḥ suw̓a |      |       |     |  |      |
| \| n̓acsa \| ˈaƛ \| (m)aˈ \| aḥ \| \| suw̓a \| \| видеть \| TEMP \| INDIC \| 1sg \| \| 2sg \| \| «Я вижу тебя» \| \| \| \| \| \| |      |       |     |  |      |
| n̓acsa | ˈaƛ  | (m)aˈ | aḥ  |  | suw̓a |
| видеть | TEMP | INDIC | 1sg |  | 2sg  |
| «Я вижу тебя» |      |       |     |  |      |

### Базовый порядок слов
Базовым порядком слов в нуу-ча-нульт считается VSO:
| y̓imqƛ č̓aastimcm̓it qʷayaac̓ikm̓it |  |          |      |  |           |      |
| \| y̓imqƛ \| \| č̓a:stimc \| m̓iˑt \| \| qʷaya:c̓ik \| m̓iˑt \| \| не любить \| \| норка \| сын \| \| волк \| сын \| \| «Сын Норки не любит Сына Волка» \| \| \| \| \| \| \| |  |          |      |  |           |      |
| y̓imqƛ |  | č̓a:stimc | m̓iˑt |  | qʷaya:c̓ik | m̓iˑt |
| не любить |  | норка    | сын  |  | волк      | сын  |
| «Сын Норки не любит Сына Волка» |  |          |      |  |           |      |

Однако в языке нутка предикации с двумя выраженными аргументами очень редки, и поэтому некоторые лингвисты считают, что базовый порядок расположения субъекта и объекта трудно определить. Хотя порядок SO, кажется, преобладает, трудно определить, насколько сильна эта тенденция. Сепир, к примеру, отмечает, что в нуу-ча-нульт более обычен порядок OS.
Т. Накаяма предлагает анализ 734 клауз нарративных текстов, согласно которому больше половины предикатов встречаются без выраженных аргументов:
- V: 52,2 %;
- VO: 20 %;
- VS: 16,8 %;
- OV: 5,7 %;
- другие (VSO, VOS, SV, VOO, OSV): 5,3 %.

Когда предикат употребляется с аргументами, он обычно стоит перед ними (предикат-аргумент — 84,9 %, аргумент-предикат — 15,1 %). Аргументы предшествуют предикату при необходимости выражения контраста или сообщения особенно важной информации. В последующем примере информация, выраженная аргументом, является целью вопроса, и аргумент находится в положении перед предикатом:
| wa:st             | mał            | it   | k   |
| где               | быть рождённым | PAST | 2sg |
| «Где ты родился?» |                |      |     |

| maaqtusiis                           |  | maaqtusiis |  | hist        | mał            | it   | s   |
| ТОПОНИМ                              |  | ТОПОНИМ    |  | прийти туда | быть рождённым | PAST | 1sg |
| «Maaqtusiis. Я родился в Maaqtusiis» |  |            |  |             |                |      |     |

## Фонетика и фонология

### Согласные
В языке нутка имеется большой набор согласных.
Глоттализованные сонорные произносятся как сонорные с преглоттализацией. Фарингальные согласные произносятся с сужением или смыканием в области глотки. Такие согласные очень сильно влияют на качество последующего гласного звука.
Звуки, представленные в скобках, (x̣) и (q̓ʷ), очень редки. Исторически эйективные и фрикативные увулярные согласные изменились в фарингальные взрывной и фрикативный (*q̓, *q̓ʷ > ʕ; *x̣,*x̣ʷ > ḥ). Возможно, x̣ и q̓ʷ снова пришли в систему согласных языка нутка из соседних языков. В процессе развития фарингальных согласных из увулярных утратилось противопоставление по огубленности — остались только неогубленные фарингальные. Однако след этого контраста всё ещё может наблюдаться в морфонологии языка: при морфонологически обусловленной глоттализации ḥ в некоторых случаях ведёт себя так же, как огубленные согласные. Этот факт может оправдывать выделение отдельной фонемы /ḥʷ/, хотя как таковая она никогда не реализуется.
|                | Взрывные | Эйективные | Фрикативные | Сонорные | Глоттализованные сонорные |  |
| -------------- | -------- | ---------- | ----------- | -------- | ------------------------- |  |
| Губные         | p        | p̓          |             | m        | m̓                         |  |
| Апикальные     | t        | t̓          |             | n        | n̓                         |  |
| Альвеолярные   | c        | c̓          | s           |          |                           |  |
| Латеральные    | ƛ        | ƛ̓          | ł           |          |                           |  |
| Палатальные    | č        | č̓          | š           | y        | y̓                         |  |
| Заднеязычные   | k        | k̓          | x           |          |                           |  |
| Лабиовелярные  | kʷ       | k̓ʷ         | xʷ          | w        | w̓                         |  |
| Увулярные      | q        |            | (x̣)         |          |                           |  |
| Лабиоувулярные | qʷ       | (q̓ʷ)       |             |          |                           |  |
| Фарингальные   | ʕ        |            | ḥ           |          |                           |  |
| Гортанные      | ʔ        |            | h           |          |                           |  |

### Гласные
В противопоставление сложной системе согласных, вокализм языка нутка достаточно прост.
|                | Передний ряд | Центральный ряд | Задний ряд |
| -------------- | ------------ | --------------- | ---------- |
| Верхний подъём | i i:         |                 | u u:       |
| Средний подъём | ɛ ɛ:         |                 | ɔ ɔ:       |
| Нижний подъём  |              | a a:            |            |

Гласные среднего подъёма довольно маргинальны. Они встречаются в шаблонных выражениях или проявляются как стилистически маркированные варианты гласных i и u.
- В шаблонных выражениях:

ƛakoo [ƛakɔ:] «спасибо».
xemc [xɛmts] Завершающая фраза в сказках и историях (в повторяющейся форме: xemc xemc xemc).
- Как стилистически маркированные варианты (эмфатический вокатив):

hitinqsaʔi [hi:tinqsaʔɛ:] «Спускайся на пляж»;
łułuučmuup [łułu:čmɔ:p] «сёстры!».

## Морфология

### Классы слов
Слова языка нутка тяжело разделить на классы, основываясь на их синтаксических функциях, так как они очень многогранны. Однако это не значит, что слова в нуу-ча-нульт совершенно однородны: они значительно различаются в своих функциональных и дистрибутивных свойствах.

#### Имена
- Немаркированная функция: если имя представлено в изоляции, его следует интерпретировать как выражение, относящееся к объекту или понятию, поэтому оно обычно является аргументом. Имена могут выполнять функцию предиката, но только в ограниченном числе случаев — как экзистенциальные, классифицирующие или отождествляющие выражения.

Экзистенциальные выражения:
| yuupickʷimatak                                                                                     |           |          |
| \| yu:pi \| ckʷiˑ \| matak \| \| бриз \| случиться \| возможно \| \| «Возможно, был бриз» \| \| \| |           |          |
| yu:pi                                                                                              | ckʷiˑ     | matak    |
| бриз                                                                                               | случиться | возможно |
| «Возможно, был бриз»                                                                               |           |          |

- Модификация: имена могут быть модифицированы квантификаторами, количественными выражениями и качественными понятиями.

Пример модификации качественным понятием:
| ƛuł č̓apac                                                                   |  |       |
| \| ƛuł \| \| č̓apac \| \| хороший \| \| каноэ \| \| «хорошее каноэ» \| \| \| |  |       |
| ƛuł                                                                         |  | č̓apac |
| хороший                                                                     |  | каноэ |
| «хорошее каноэ»                                                             |  |       |

Пример модификации количественным выражением:
| muu ḥaw̓ił                                                                   |  |       |
| \| mu: \| \| ḥaw̓ił \| \| четыре \| \| вождь \| \| «четверо вождей» \| \| \| |  |       |
| mu:                                                                         |  | ḥaw̓ił |
| четыре                                                                      |  | вождь |
| «четверо вождей»                                                            |  |       |

Пример модификации квантификатором:
| ʔaya č̓apac                                                               |  |       |
| \| ʔaya \| \| č̓apac \| \| много \| \| каноэ \| \| «много каноэ» \| \| \| |  |       |
| ʔaya                                                                     |  | č̓apac |
| много                                                                    |  | каноэ |
| «много каноэ»                                                            |  |       |

- Семантика: обычно имена обозначают предметы.

#### Глагол
- Немаркированная функция: предикация. Глаголы не могут непосредственно служить аргументами, сначала они должны быть номинализованы.

Примеры номинализации:
| siq            | i:ł     |
| приготовленное | делание |
| «готовить»     |         |

| siq                | i:ł    | ʔi  |
| приготовлено       | делать | DEF |
| «тот, кто готовит» |        |     |

- Модификации: глаголы могут быть модифицированы оценочными выражениями.

| ʔaanisa ʕac̓ikšiƛ |     |  |            |     |
| \| ʔa:ni \| sa \| \| ʕac̓ik \| šiƛ \| \| действительно \| 1sg \| \| знать, как \| MOM \| \| «Я действительно научился делать это» \| \| \| \| \| |     |  |            |     |
| ʔa:ni | sa  |  | ʕac̓ik      | šiƛ |
| действительно | 1sg |  | знать, как | MOM |
| «Я действительно научился делать это» |     |  |            |     |

- Семантика: глаголы обычно выражают изменяющиеся, относительные и атрибутивные понятия.

#### Адъективы
Адъективы — подтип непереходных глаголов.
- Комбинаторная возможность: адъективы в функции модификатора могут соединяться с именем для образования фразы.

| ʔuʔaamits tupkaapiiḥ šuuwis |         |      |     |  |            |  |        |
| \| ʔu \| ˈaˑp \| it \| s \| \| tupkaapiiḥ \| \| šuuwis \| \| это \| покупка \| PAST \| 1sg \| \| чёрный \| \| туфли \| \| «Я купил чёрные туфли» \| \| \| \| \| \| \| \| |         |      |     |  |            |  |        |
| ʔu | ˈaˑp    | it   | s   |  | tupkaapiiḥ |  | šuuwis |
| это | покупка | PAST | 1sg |  | чёрный     |  | туфли  |
| «Я купил чёрные туфли» |         |      |     |  |            |  |        |

- Синтаксическая функция: адъективы могут непосредственно служить аргументами.

### Суффиксы
Суффиксы в нуу-ча-нульт могут быть разделены на два класса: словообразующие (центральные) и инкрементные (периферийные). Эти классы различаются на основе нескольких морфонологических и семантических критериев:
- с фонологической точки зрения, центральные суффиксы сильнее влияют на корень (например, изменению подвержены больше классов согласных; могут происходить изменения в центральной части основы (удлинение и редупликация), тогда как изменения, вызванные периферийными суффиксами, ограничены краем основы).

Ср. примеры, центральный суффикс в первом из которых влияет на фрикативный согласный, а периферийный во втором — нет:
| hił        | ˈaḥs           |
| быть здесь | будучи в судне |
| «в каноэ»  |                |

| hił            | ˈaƛ |
| быть.здесь     | TEL |
| «Он был здесь» |     |

- с точки зрения позиции внутри суффиксального комплекса, словообразующие суффиксы ближе к основе;
- с точки зрения сочетаемости, центральные суффиксы более ограничены, тогда как периферийные могут присоединятся к фактически любой основе.
- с точки зрения области действия семантики, словообразующие суффиксы обычно ограничены единичной основой, а инкрементные могут распространяться на клаузу или сочетание клауз.

#### Центральные суффиксы
Центральные суффиксы подразделяются на лексические и аспектуальные.

##### Лексические суффиксы
В языке нутка количество суффиксов с определённым лексическим значением очень велико — более 400. Диапазон значений, выражаемых лексическими суффиксами, так же широк, как и диапазон значений корней.
Например:
- Действие/Событие

-ḥw̓ał «использовать»
-ˈiˑc «есть»
-ʔatu «тонуть в воде»
- Состояние

-ḥtin «быть сделанным из…»
-ḥta «быть в стороне»
- Местоположение

-ˈis «находиться на пляже»
-ˈas «находиться на земле»
-ˈił «находиться в доме»
- Сущность

-mapt «растение»
-qimł «круглый объект».
Лексические суффиксы всегда должны присоединяться к основе: они никогда не могут употребляться отдельно.

##### Аспектуальные суффиксы
Аспектульные морфемы являются очень важной частью словообразования, так как они сильно влияют на семантическую характеристику слова. Обычно они стоят в позиции после лексических суффиксов.
- Мгновенный (MOMENTANEOUS) — завершённое событие или действие;
- Дуративный (DURATIVE) — неизменяющееся состояние;
- Продолжительный (CONTUNUATIVE) — продолжительность действия или события;
- Начинательный (INCEPTIVE) — начало состояния или события;
- Итеративный (ITERATIVE) — повторение события или действия через некоторые интервалы времени;
- Последовательный (GRADUATIVE) — градуальное развитие события или действия (реализуется удлинением корневого гласного; может совмещаться с другими аспектами);
- Репетитивный (REPETITIVE) — регулярное повторение события или действия

| č̓uušukʷił |      |     |     |
| \| č̓uš \| [L] \| uk' \| ił \| \| быть подозреваемым в \| GRAD \| DUR \| MOM \| \| «начинать становиться подозреваемым» \| \| \| \| |      |     |     |
| č̓uš | [L]  | uk' | ił  |
| быть подозреваемым в | GRAD | DUR | MOM |
| «начинать становиться подозреваемым»                                                                                               |      |     |     |

#### Периферийные суффиксы
Периферийные суффиксы выражают лицо или модальность.

##### Лицо
В нуу-ча-нульт есть парадигматический набор местоименных суффиксов, выражающих значение лица субъекта и присоединяющихся к главному предикату.
|                | Ед. ч.  | Мн. ч. |
| -------------- | ------- | ------ |
| 1              | s       | na     |
| Вторая строчка | su:k, k | su:    |
| Третья строчка | Ø       | Ø      |

Множественное число 3-го лица может быть выражено суффиксом -ʔaˑł, но его употребление не обязательно.

##### Наклонение
Наклонение и лицо выражаются кумулятивно.
- Изъявительное (INDICATIVE) — утверждение факта;
- Вопросительное (INTERROGATIVE) — вопросы;
- Косвенное (QUOTATIVE) — действие, событие или состояние, о котором сообщается третьим лицом;
- Условное (CONDITIONAL) — невозможность;
- Дубитативное (DUBITATIVE) — неуверенность говорящего в истине высказывания;
- Целевое (PURPOSIVE) — цель другого действия;
- Придаточное (SUBORDINATE) — косвенное дополнение;
- Относительное (RELATIVE) — номинализация предиката;
- Повелительное (IMPERATIVE) — команда или наставление.

| ʔaƛpu                          | p̓it | it   | qač̓a  |
| семь                           | раз | PAST | DUB.3 |
| «Это могло случиться семь раз» |     |      |       |

| hin                           | in         | waˑʔiˑš |  | qʷayaac̓ik | m̓it |
| приходить туда                | приходящий | QUOT.3  |  | волк      | сын |
| «[Говорят,] Сын Волка пришёл» |            |         |  |           |     |

## Лексика

### Словообразование
Корень — морфологическая основа слова в языке нутка; каждое слово требует его присутствия в своём составе. Во многих случаях корень в нуу-ча-нульт играет главную роль в определении семантических и синтаксических характеристик слова, но он может играть в этом плане и второстепенную роль относительно лексических суффиксов. 
Лексические суффиксы морфологически зависимы и должны присоединятся к корню. Они типологически необычны как суффиксы, так как их количество очень велико (более 400), а значение вполне конкретно. Многие суффиксы выражают местоположения, события и состояния, чуть меньше — существ.
В следующем примере лексический суффикс -ˈiˑc «употребление» оказывается семантически центральным элементом в слове и действует как предикат, аргументом которого является именной корень:
| ʕuy̓iic                                                                            |              |
| \| ʕuy̓i \| ˈiˑc \| \| лекарства \| употребление \| \| «принимать лекарства» \| \| |              |
| ʕuy̓i                                                                              | ˈiˑc         |
| лекарства                                                                         | употребление |
| «принимать лекарства»                                                             |              |

## История изучения
Первое исчерпывающее собрание лингвистических сведений о языке нутка было сделано выдающимся лингвистом Эдуардом Сепиром в начале XX века. Материал был собран на основе южных диалектов и включает в себя словарь и разнообразные тексты: от народных сказок до этнографических рассказов.

## Пример текста
ʔUyaaƛaḥ hawiiʔaƛii maapt̓ał c̓išaaʔatḥ ʔuukʷił yuułuʔiłʔatḥ ʔaḥʔaaʔaƛsi n̓ačuʔałʔaƛsi hiikʷis. Meʔiƛqacʔissi ʔiiqḥii ʔanaḥʔis. C̓uʔičḥ qaʔuła p̓iip̓inw̓ałiiq ʔeʔiiḥiiq c̓išaaʔatḥ qaʔuła. Huʔanakšiʔaƛ nism̓a hiteʔitap̓aƛ ʔukʷił yuułuʔiłʔatḥ maapt̓ał. ʔUunuuʔaƛ ʔaḥʔaa ḥałḥaqułʔaƛ qaʔuła ʔani ƛułukqa ƛ̓uƛ̓im c̓eʔinwa hiłḥʔaƛ ƛ̓asatis sučicaqimł qaʔuła.
M̓eeʔiʔaƛ̓atuk t̓an̓aak ḥaw̓iłukqin yaaciiła ʔukłaa ḥaw̓iłukqin. ʔUuʔiʔaƛ̓at m̓eeʔiʔat ḥaayuupinuuł meʔiƛqac. ʔUḥʔatuksi saaƛsaayat neʔiiqsakqas siy̓aas ʔuʔinmašʔaƛ̓atsi saacsuuḥtisiis ƛiḥaqtumałn̓i ʔukłaa neʔiiqsakqas. ʔUḥukʷaḥ tupaati ƛ̓iʕašaqtu ƛ̓iisʔapuʔis qʷayac̓iik. Yaaʔałʔaƛsi meʔiƛqacqas qʷayaac̓iikʔi saacsuuḥtinł hiisaacsuḥtinłʔaƛ saacsuuḥtinł ʔuuqʷaatis. Hiłḥʔaƛsi n̓aacsa hiikʷis. Muučiiy̓aqƛ̓as m̓aaqƛ̓as ḥaayuupinuuł ʔaḥʔaaʔaƛ m̓aakʷay̓iiḥšiʔaƛ ʔaya ƛušinqak suč̓a ƛušinqak ʔaʔayas quuʔas. C̓awaakqḥ ƛušinqak nunuuk̓ʷaƛ nuuk m̓aakʷay̓iiḥy̓akʔi nuuk. ʔUʔuyaqḥʔaƛ yahaalaalaa yaaqʷacqas hiilkiyax̣tuwa wawaa m̓aakʷay̓iiḥy̓akʔi nuuk.